# Энгельсцелль
Аббатство Энгельсцелль (нем. Stift Engelszell) — единственный в Австрии монастырь траппистов. Расположен на берегу Дуная в Иннфиртеле Верхней Австрии.

## История

### Цистерцианцы

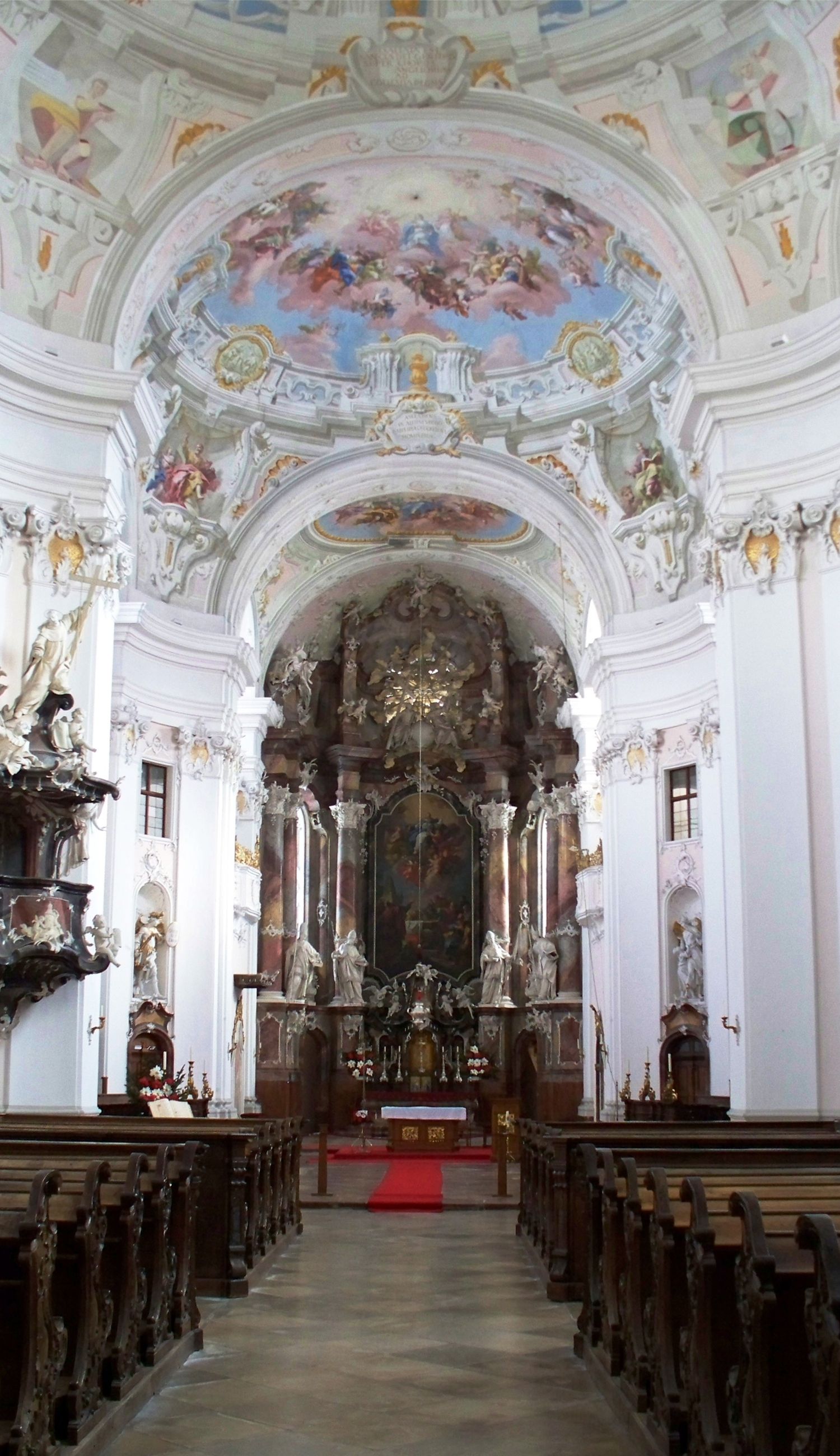
Внутреннее убранство церкви аббатства Энгельсцелль

Аббатство было основано в 1293 году Епископом Пассау Бернхардом фон Прамбахом как цистерцианский монастырь. Изначально в обители жили монахи из Вильхеринга. В период протестантской Реформации монастырь пришел в упадок, как духовный, так и финансовый, и на какое-то время оказался в частной собственности. С 1618 года при поддержке аббатства Вильхеринг постепенно восстанавливался.
В Пасхальное Воскресенье 1699 года в обители случился сильнейший пожар, вновь ввергший аббатство в упадок. В 1746 настоятелем был назначен Леопольд Райхль, начавший восстановление обители. В период между 1754 и 1764 годами монастырская церковь обретала свой современный облик.
Император Иосиф II в 1786 г. распустил всю общину, а здания обители приказал использовать в светских целях.

### Трапписты
В 1925 году в Энгельсцелле поселяются и начинают восстановление монастыря немецкие монахи-трапписты, изгнанные после Первой мировой войны из аббатства Оленберг в Эльзасе. Эти монахи нашли временное убежище в аббатстве Банц, но искали постоянный дом. В Энгельсцелль вновь получил статус аббатства, а первым настоятелем стал Григориус Айсфогель, возведённый в ранг епископом Линца Йоханнесом Марией Гфёлльнером на церемонии в аббатстве Вильхеринг.
2 декабря 1939 года аббатство было конфисковано Гестапо, а община численностью 73 человека была выселена. Четыре монаха были отправлены в концентрационный лагерь Дахау, а остальные отправлены в другие тюрьмы и лагеря, либо мобилизовали в армию Вермахта. После войны в 1945 году лишь треть общины собралась в стенах обители. Однако, к ним присоединились изгнанные из боснийского аббатства Звезды Марии немецкие беженцы-трапписты во главе с отцом-настоятелем Бонвентурой Диамантом.
С 1995 года аббатом был Мариан Хауседер. По состоянию на 2012 год количество монахов в общине составляло 7 человек.

## Здание
Церковь аббатства Энгельсцелль, построенная между 1754 и 1764 годами, представляет собой впечатляющий храм в стиле рококо с колокольней высотой 76 метров. Интерьер украшен работами Бартоломео Альтомонте, Йозефа Дойчманна и Иоганна Георга Ублхёра. После повреждений примерно в 1957 году верхний свод нефа был расписан современной работой Фрица Фрёлиха.

## Хозяйство
Монастырь живет в основном из сельскохозяйственной продукции. Он стал известен своим пивом и ликёрами. Ранее он также был известен своим сыром, Engelszeller Trappistenkäse, его больше не производят.
В аббатстве варили собственное пиво с 1590 года, однако в 1929 году производство прекратилось.
В ноябре 2011 года началось строительство нового завода. Он установлен в существующие хозяйственные постройки монастыря и имеет возможность производить до 2500 гектолитров в год.
8 февраля 2012 года на новом пивоваренном заводе в австрийском аббатстве варят первое траппистское пиво после закрытия пивоварни в 1929 году. Новое австрийское пиво появилось на прилавках в мае 2012 года.